# Ritratto di Mosè Bianchi
Ritratto di Mosè Bianchi è un dipinto a olio su tela e misura cm 131 x 89 eseguito nel 1900 circa dal pittore italiano Pompeo Mariani.
È conservato nei Musei Civici di Monza.